# Alexander Khateeb
Alexander Abdelmajeed (Alex) Khateeb (Bath, 8 juni 1984) is een Brits autocoureur die anno 2010 in de Eurocup Formule Renault 2.0 rijdt.

## Loopbaan
Toen hij negen jaar was, begon Khateeb in het karten bij het Bristol Karting Centre. Toen hij 15 was, reed hij voor het eerst in een Formule Ford-wagen op het Castle Combe Circuit.
In 2006-07 ging Khateeb in de A1GP voor A1 Team Libanon rijden in twee evenementen, waar hij Khalil Beschir verving. Hij rijdt voor Libanon omdat zijn familie oorspronkelijk uit Tyrus in Libanon komt.

## A1GP-resultaten
| Jaar    | Inschrijving    | 1       | 2       | 3       | 4       | 5       | 6       | 7       | 8       | 9       | 10      | 11         | 12         | 13         | 14         | 15      | 16      | 17      | 18      | 19      | 20      | 21      | 22      | Rang | Punten |
| ------- | --------------- | ------- | ------- | ------- | ------- | ------- | ------- | ------- | ------- | ------- | ------- | ---------- | ---------- | ---------- | ---------- | ------- | ------- | ------- | ------- | ------- | ------- | ------- | ------- | ---- | ------ |
| 2006-07 | A1 Team Libanon | NED SPR | NED FEA | CZE SPR | CZE FEA | BEI SPR | BEI FEA | MAL SPR | MAL FEA | IND SPR | IND FEA | NZL SPR 17 | NZL FEA NF | AUS SPR 17 | AUS FEA NF | RSA SPR | RSA FEA | MEX SPR | MEX FEA | SHA SPR | SHA FEA | GBR SPR | GBR FEA | 23   | 0      |